# BoxRec.com
BoxRec.com (Boxing Records Archive) est un site internet visant à enregistrer le palmarès professionnel de tous les boxeurs, à la fois hommes et femmes.

## Description
Mis en ligne le 8 février 2000, son objectif consiste également à recenser les combats de boxe anglaise depuis la création de la boxe moderne (selon les règles du Marquis de Queensberry) jusqu'à aujourd'hui. Ne sont pas inclus les combats à mains nues, les combats amateurs et les exhibitions.

## Statistiques
En juillet 2006, la base de données contenait 306 456 boxeurs; en décembre 319 592. De 20 000 combats présents lors du lancement en l'an 2000, le site est passé à 1 million de combats en 2005 et 1.5 million en mars 2010.
BoxRec publie quotidiennement le classement de tous les boxeurs actifs. C'est une source d'information pour beaucoup de journalistes mais aussi pour les internautes du monde entier.